# Симогун, Вероника
Вероника Симогун (род. 1962, Вевак) — активистка из Папуа-Новой Гвинеи, выступающая за права женщин и против насилия. В 2017 году она была удостоена Международной женской премии за отвагу.

## Жизнь
Симогун родилась в 1962 году недалеко от Вевака, в деревне Урип в районе Бойкин/Дагуа. У неё есть сертификат гражданской авиации, который она получила в Учебном колледже гражданской авиации. Она проработала в гражданской авиации шесть лет, затем вернулась в Урип. В своей родной деревне она работала над улучшением местного сообщества, выступала против насилия над женщинами.
За свою работу она была номинирована Кэтрин Эберт-Грей на Международную женскую премию за отвагу.